# چرخه اوره
چرخه اوره یک مسیر چرخشی در یاخته‌های کبد مهره‌داران است که با ترکیب گروه‌های آمین و دی‌اکسید کربن، اوره می‌سازد. اوره توسط یاخته‌های جداری مجاری جمع‌کنندهٔ ادرار (collecting ducts) باز جذب شده و موجب بازجذب آب تحت تأثیر هورمون (برای مثال هورمون وازوپرسین یا ضدادراری یا آنتی‌دیورتیک هورمون یا ADH) می‌شود و از بخش قوس بالاروندهٔ لولهٔ هنله (Asending limb of henle) به ادرار ترشح می‌شود اوره مسئول ۴۰٪ از بازجذب آب با ایجاد فشار اسمزی می‌شود

## نگارخانه

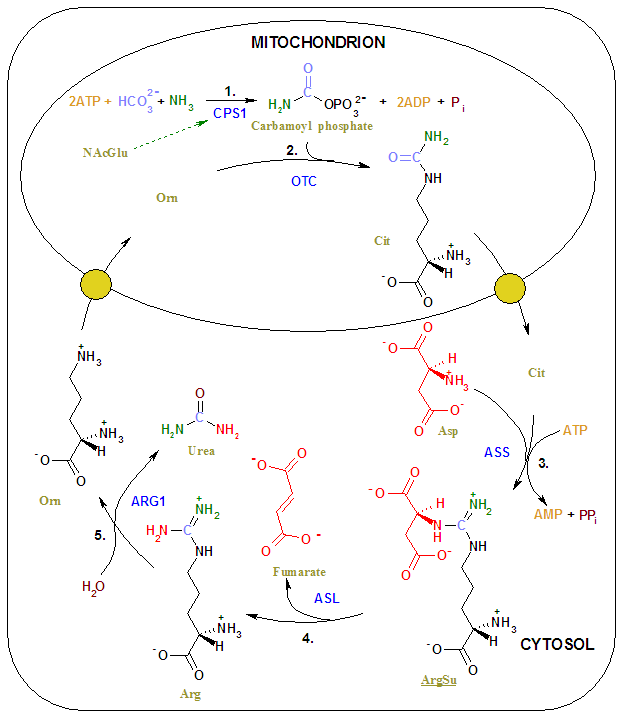